# Mega (felhő-tárhely)
A Mega (vagy MEGA) egy 2013-ban Új-Zélandon elindított felhő alapú tárhely szolgáltató. 50 gigabájt tárhelyet biztosítanak az egyes felhasználók számára. Regisztráció után ingyenesen használható.
Az oldal elődje a Megaupload volt, Kim Dotcom, német származású üzletember vállalkozása, amit jogellenes letöltések tömege miatt bírósági eljárások eredményeképpen felszámoltak.